# Desmodium incanum
Espèce
Classification phylogénétique
Desmodium incanum est une espèce de plantes à fleurs de la famille des Fabaceae.
Elle est originaire d'Amérique centrale et du Sud.
Elle est utilisée comme fourrage pour les animaux. Son bois est également d'intérêt.